# Ludmila Javorová
Ludmila Javorová, född 1932, var en av de aktiva i den underjordiska tjeckiska kyrkan, som formades under kommunistregimens förföljelse. Hon är en av de kvinnor som biskop Felix Maria Davídek vigde till romersk-katolsk präst, och hon fungerade även som Davideks generalvikarie från 1967 och till hans död 1988.
Javorová upplevde prästkall sedan 15 års ålder och hade önskat gå in i en religiös orden, ett hopp som kommunistregimens förtryck av kyrkan grusade. Davídek var kyrkoherde i hennes hemby Chrlice utanför Brno, och när han i början av 1960-talet kom ut ur fängelset blev Javorová hans högra hand, som fick hjälpa till med att organisera möten och leta upp lämpliga prästkandidater.
Davídek tog tillsammans med ett biskopsmöte 1970 beslut om att prästviga även kvinnor. Ett viktigt skäl till detta var att kunna ge sakramenten till kvinnor som satt i fängelse. En stor grupp av Davídeks präster godtog inte beslutet, och bröt kontakten med honom.
Då Javorová 1977 deltagit i samtal med Vatikanens envoyé John Bukovsky tillsammans med Davídek var det tidigt känt att hon fungerat som hans generalvikarie men hon höll länge tyst om sin prästvigning och sin verksamhet som präst. Först förnekade hon att hon var prästvigd och sedan undvek hon att svara genom att säga att tiden inte är mogen för att prata om sådant.
År 1995 berättade hon till slut i en intervju för den tyska tidningen Kirche intern. Den tjeckiska biskopskonferensen, ärkebiskopen av Prag Miloslav Vlk och en talesman för Vatikanen har bekräftat att Javorová prästvigdes men samtidigt påpekat att prästvigningen är ogiltig, då enbart en döpt man kan bli prästvigd i den Katolska kyrkan.

### Källnoter
1. 1 2  The Tablet, The vicar-general was a woman
2. 1 2 3 4  Ertel och Motylewics i Kirche intern
3. 1 2 3  Pongratz-Lippitt, A priest called Ludmila, i The Tablet
4. 1 2 3  Corley i Religion, State and Society s. 178
5. ↑  Pongratz-Lippitt, Czechoslovakia’s secret Church, i The Tablet
6. ↑  Corley i Religion, State and Society s. 181
7. ↑  The Tablet, Women's ordination confirmed
8. ↑  The Tablet, Vatican unmoved by ordained women's plea
9. ↑  The Tablet, Cardinal confirms Catholic woman's secret ordination